# Юл Бюркле
Юл Хансел Бюркле Солорсано (на испански: Yul Hansel Bürkle Solorzano) е венецуелски актьор с немски корени.

## Биография
Юл Бюркле е роден на 30 септември 1974 г. в Каракас, Венецуела. На 10-годишна възраст участва в театрална школа. Още от дете голяма страст му е футболът. Записва се в университета „Санта Мария“ и учи право, но впоследствие спира обучението си, за да се снима в теленовелата „Наричат я Мариамор“. Снимал е теленовели в цяла Латинска Америка, а също така и в САЩ.

## Личен живот
Женен е за актрисата Скарлет Ортис, с която имат дъщеря – Барбара Бриана Бюркле Ортис.

## Филмография
- Тайните на Лусия (Los secretos de Lucia) (2013) – Пабло Сулета
- Наталия от морето (Natalia del mar) (2011) – Отец Балтасар
- Салвадор - спасител на женски сърца (Salvador de mujeres) (2010) – Мануел Гутиерес
- Някой те наблюдава (Alguien te mira) (2010) – Маурисио Остос
- Неукротима душа (Alma indomable) (2008/09)
- Лоша отплата (Aunque mal paguen) (2007)
- Заложница на съдбата (Acorralada) (2007) – Андрес Давила
- Невинната ти (Inocente de ti) (2004) – Дъглас
- Жената на Лоренсо (La mujer de Lorenzo) (2003) – Алекс
- Тайните на любовта (Secreto de amor) (2001) – Браулио Вилория
- Моите три сестри (Mi tres hermanas) (2000) – Анибал Солис Кинтеро
- Луиса Фернанда (Luisa Fernanda) (1999/98) – Густаво Касан
- Женска съдба (Destino de mujer) (1997) – Арналдо
- Наричат я Мариамор (La llaman Mariamor) (1996) – Уили